# Mathias Götz

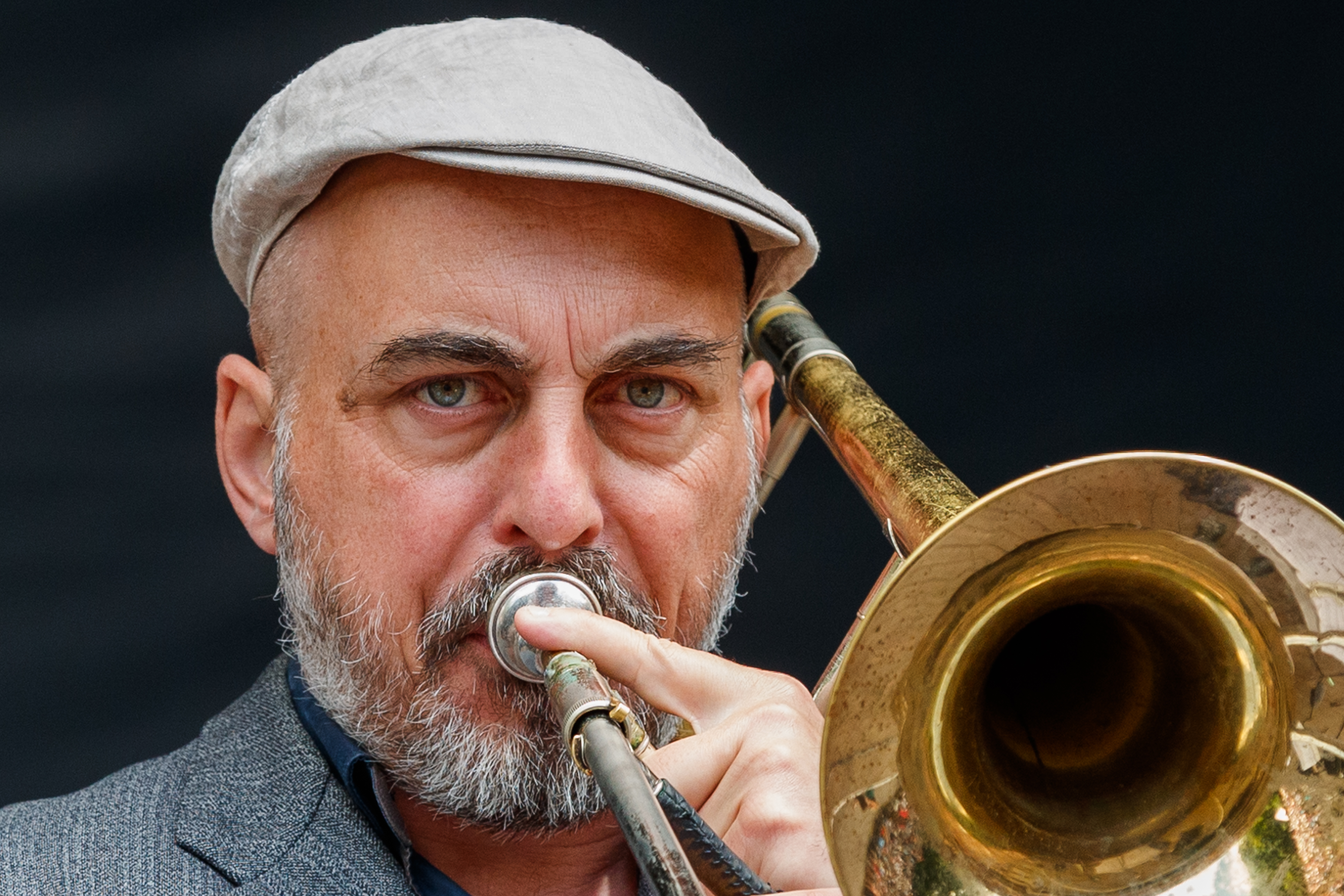
Mathias Götz 2022 beim Dixieland Festival Dresden

Mathias Götz (* 6. Dezember 1972 in Waibstadt) ist ein deutscher Jazzmusiker (Posaune und Komposition), der seit 2004 in München lebt.

## Leben und Wirken
Götz stammt aus einer musikalischen Familie: Sein Vater leitete die örtliche Musikkapelle in der zweiten Generation, sein Onkel spielte dort Posaune, seine beiden Brüder waren ebenfalls Mitglieder. Mit acht Jahren begann er, Posaune zu lernen. Neben der volkstümlichen und der konzertanten Blasmusik interessierte ihn bald auch der Jazz. Er besuchte in Sinsheim die Max-Weber-Schule (Wirtschaftsgymnasium) und von 1990 bis 1993 die Friedrich-Hecker-Schule (technisches Gymnasium), spielte nun in einer Schul-Big-Band und besuchte die Workshops von Joe Viera. Von 1994 bis 1996 absolvierte er die Ausbildung zum Metallblasinstrumentenmacher, um dann in diesem Beruf zu arbeiten. Daneben war er Mitglied im Landesjugend-Jazzorchester Baden-Württemberg und anschließend im Bundesjazzorchester (Focus on Vocals, 1997). Er entschied sich für die Musikerlaufbahn und studierte bis 2001 am Richard-Strauss-Konservatorium München Jazzposaune bei Hermann Breuer, Komposition bei Thomas Zoller sowie klassische Posaune bei Thomas Horch, Soloposaunist des Münchner Rundfunkorchesters.
Nach einem einjährigen Aufenthalt in Wien wurde Götz als freischaffender Musiker in München aktiv. Er spielte in zahlreichen Projekten; darunter die Unterbiberger Hofmusik und die Jazz-Formationen Allotria Jazzband, Claus Raible Bop-Chestra, Earforce oder Das Rote Gras. Das Septett Windstärke 4 mit, wie der Name andeutet, vier Bläsern in der Frontline war zunächst die wichtigste Formation, für die er komponierte. 2007 veröffentlichte er zusammen mit Robert Alonso eine LP des Projekts RoBErT GoEtZ, die nur aus seiner Stimme entstanden ist. Derzeit beschäftigt ihn das Soloprojekt Le Millipede; er war auch für das Tied and Tickled Trio tätig und ist auf Alben von Efterklang, Colour Haze, Ballon Pilot sowie von Carl Oesterhelt/Johannes Enders (The Anatomy of Melancholy) zu hören. Live war Götz bei The Notwist an deren Filmmusikprogramm The Messier Objects beteiligt.  Mit der Hochzeitskapelle gewann er 2019 den Deutschen Filmpreis für die beste Filmmusik für den Film Wackersdorf (2018) von Oliver Haffner.

## Diskographische Hinweise
- Windstärke 4: Lunar oder Solar? (Jazz´n´Arts Records 2002), mit Axel Schlosser, Daniel Glatzel, Kai Fischer, Marc Schmolling, Ludwig Leininger, Paul Höchstädter
- Windstärke 4: Ein Blick ins Spinnennetz (Artmode Records, 2006)
- Das Rote Gras: Zipotam (Meta Records 2010), mit Adeline Salles, Sylvaine Hélary, Daniel Glatzel, Gabriel Hahn, Karsten Hochapfel, Benny Schäfer
- Alien Ensemble: s/t (Alien Transistor 2014), mit Karl Ivar Refseth, Micha Acher, Oliver Roth, Stefan Schreiber, Benny Schäfer, Andi Haberl
- Le Millipede: s/t (Alien Transistor 2015)[5]
- Hochzeitskapelle: The World Is Full of Songs (Gutfeeling Records, 2016)[6], mit Evi Keglmaier, Micha Acher, Markus Acher, Alex Haas
- Lovebrain's Rose of Agra, Stringlane and Diskotäschchen, Mount Blakelock und die Orden der Nacht, supported by 85/86 CC, unspoken Space at Kreuz Giesing: s/t (Gutfeeling Records 2017), mit Evi Keglmaier, Maria Hafner, Andreas Höricht, Andy Haberl, Micha Acher[7]
- Le Millipede: The Sun Has no Money (Alien Transistor 2018)[8]
- Kama Aina & Hochzeitskapelle: Wayfaring Suit (Gutfeeling Records 2018)[9]
- Hochzeitskapelle: If I Think of Love (Gutfeeling Records 2019)[10]
- Le Millipede: Legs and Birds (Gutfeeling Records, Dhyana Records, Hausmusik 2023)[11]